# جایزه افتخاری اتحادیه فوتبال نویسان
جایزه افتخاری اتحادیه فوتبال نویسان جایزه‌ای است که توسط اتحادیه فوتبال نویسان انگلستان به بهترین فوتبالیست فصل قبل یا کسی که بهترین عملکرد برای فوتبال را داشته‌است اهدا می‌شود.
اولین جایزه در سال ۱۹۸۳ به ران گیرین‌وود اهدا شد.

## برندگان تمام دوران
دهه ۲۰۲۰
| سال  | برنده          |
| ---- | -------------- |
| ۲۰۲۴ | اما هیس        |
| ۲۰۲۳ | یحیی توره      |
| ۲۰۲۱ | مارکوس راشفورد |
| ۲۰۲۰ | وینسنت کمپانی  |

### دهه ۲۰۱۰
| سال  | برنده                |
| ---- | -------------------- |
| ۲۰۱۹ | گرت ساوتگیت          |
| ۲۰۱۸ | پله                  |
| ۲۰۱۷ | وین رونی             |
| ۲۰۱۶ | پاتریک ویرا          |
| ۲۰۱۵ | دیدیه دروگبا         |
| ۲۰۱۴ | ژوزه مورینیو         |
| ۲۰۱۳ | استیون جرارد         |
| ۲۰۱۲ | گری نویل / پل اسکولز |
| ۲۰۱۱ | تیری آنری            |
| ۲۰۱۰ | فرانک لمپارد         |

### دهه ۲۰۰۰
| سال  | برنده         |
| ---- | ------------- |
| ۲۰۰۹ | هری ردنپ      |
| ۲۰۰۸ | دیوید بکام    |
| ۲۰۰۷ | رایان گیگز    |
| ۲۰۰۶ | برایان رابسون |
| ۲۰۰۵ | آرسن ونگر     |
| ۲۰۰۴ | جیمی هیل      |
| ۲۰۰۳ | تونی آدامز    |
| ۲۰۰۲ | گراهام تیلور  |
| ۲۰۰۱ | آلن شیرر      |
| ۲۰۰۰ | جرج بست       |

### دهه ۱۹۹۰
| سال  | برنده         |
| ---- | ------------- |
| ۱۹۹۹ | جیم اسمیت     |
| ۱۹۹۸ | جف هرست       |
| ۱۹۹۷ | گری لینکر     |
| ۱۹۹۶ | الکس فرگوسن   |
| ۱۹۹۵ | استنلی ماتیوس |
| ۱۹۹۴ | دنیس لا       |
| ۱۹۹۳ | برایان کلاف   |
| ۱۹۹۲ | بابی رابسون   |
| ۱۹۹۱ | پیتر شیلتون   |
| ۱۹۹۰ | بابی مور      |

### دهه ۱۹۸۰
| سال  | برنده         |
| ---- | ------------- |
| ۱۹۸۹ | بابی چارلتون  |
| ۱۹۸۸ | تام فینی      |
| ۱۹۸۷ | کنی دالگلیش   |
| ۱۹۸۶ | پت جنینگز     |
| ۱۹۸۵ | تروور بروکینگ |
| ۱۹۸۴ | باب پیزلی     |
| ۱۹۸۳ | رون گرینوود   |

## برندگان بر اساس کشور
| کشور         | تعداد برندگان |
| ------------ | --- |
| انگلستان     | ۲۳ (۱۹۸۳، ۱۹۸۴، ۱۹۸۵، ۱۹۸۸، ۱۹۸۹، ۱۹۹۰، ۱۹۹۱، ۱۹۹۲، ۱۹۹۳، ۱۹۹۵، ۱۹۹۷، ۱۹۹۸، ۱۹۹۹، ۲۰۰۱، ۲۰۰۲، ۲۰۰۳، ۲۰۰۴، ۲۰۰۶، ۲۰۰۸، ۲۰۰۹، ۲۰۱۰، ۲۰۱۲، ۲۰۱۳، ۲۰۱۷) |
| اسکاتلند     | ۳ (۱۹۸۷، ۱۹۹۴، ۱۹۹۶) |
| فرانسه       | ۳ (۲۰۰۵، ۲۰۱۱، ۲۰۱۶) |
| ایرلند شمالی | ۲ (۱۹۸۶، ۲۰۰۰) |
| ولز          | ۱ (۲۰۰۷) |
| پرتغال       | ۱ (۲۰۱۴) |
| ساحل عاج     | ۱ (۲۰۱۵) |
| برزیل        | ۱ (۲۰۱۸) |